# Орден Військових заслуг
Орден Військових заслуг (фр. Ordre du Mérite militaire) — орден (організація) Французького королівства, започаткований за часів Старого порядку 10 березня 1759 року. Був затверджений Людовиком XV, для некатолицьких офіцерів.

## Історія появи ордена
З 1693 року у Франції існував військовий орден Святого Людовіка, яким могли нагороджувати тільки католиків, оскільки до католицької церкви належала більшість населення Франції, включаючи й короля.
У XVIII столітті, у зв'язку з появою у французькій армії великої кількості найманців-протестантів, зокрема, німців, і, особливо, швейцарців, виникла необхідність заснувати для них окрему нагороду.
Такою нагородою став Орден Військових заслуг, заснований 10 березня 1759 року королем Людовіком XV.

## Опис відзнак ордена
Орденська стрічка була синього кольору (в Ордена Святого Людовіка — червоною), знак ордена також мав вигляд мальтійського хреста, прикрашеного ліліями королівської династії Бурбонів, проте мав інше зображення в центральному медальйоні. Якщо в центрі хреста ордена Святого Людовіка, знаходився сам патрон ордену — Людовик IX Святий, то на медальйоні в центрі відзнаки ордена Військових заслуг знаходилося зображення меча.

## Структура ордена
Структура ордену Військових заслуг відповідала структурі ордену Святого Людовіка. Він мав три ступені — Великий хрест, кавалер-командор і кавалер.
Кількість кавалерів було обмежено ще більш жорстко, ніж для ордена Святого Людовіка. Була чітко встановлена кількість Великих хрестів та кавалерів ордену:
- 2 кавалерів Великого Хреста
- 4 кавалерів командорів ордена
- кількість лицарів (кавалерів) не обмежувалася

|                   |          |                         |  |  |
| Відзнака ордена   |          |                         |  |  |
|                   |          |                         |  |  |
| Орденська стрічка |          |                         |  |  |
| Кавалер           | Командор | Кавалер Великого хреста |  |  |

## Орден після падіння Французького королівства
У 1791 році, під час революції, орден Військових заслуг і орден Святого Людовіка спочатку були об'єднали в одну нагороду (фр. Decoration Militaire), а потім — скасовані.
Після Реставрації Бурбонів, орден був відновлений і проіснував ще 15 років (1815—1830). При цьому, стрічка ордена замість синьої стала червоною.
Існуючий у Франції недовгий час в XX-му (1957—1963) столітті однойменний орден Військових заслуг не мав ні конфесійного характеру, ні прямого відношення до колишнього ордену.

## Члени ордену Військових заслуг
- Джон Поль Джонс — національний герой США, один із засновників американських ВМС, контр-адмірал російського флоту (1788), командувач вітрильної флотилії Чорного моря, почесний козак Війська Запорозького Низового.
- Ханс Аксель фон Ферзен (1755—1810) — шведський граф, політичний діяч та ріксмаршал Швеції. Брав участь в Війна за незалежність США, очолював штаб Рошамбо.
- Браницький Владислав Григорович (1782—1843) — генерал-майор російської армії, брав участь в Наполеонівських війнах.
- Граф Карл Даніель де Мерон (1738—1806) — був засновником швейцарського найманського полку, який був на службі Голландської Ост-Індійської компанії в Кейптауні та на Цейлоні.